# Vercetti Regular

Mostra de Vercetti Regular

Vercetti Regular, cunoscut și sub numele de Vercetti, este un font gratuit sans serif (freeware). Poate fi folosit pentru proiecte comerciale și personale. A fost pus la dispoziție în 2022 sub licența Licence Amicale, care permite oamenilor să partajeze fișierele fonturilor cu prietenii și colegii.
Vercetti Regular a fost inspirat din elemente de design umaniste și geometrice. Când au făcut Vercetti, designerii au folosit principii dintr-un font open-source anterior numit MgOpen Moderna.
Fontul are 326 de glife, inclusiv numere, simboluri, semne de punctuație și accente. Aceasta înseamnă că poate fi folosit pentru toate limbile din Europa care folosesc alfabetul latin. Vercetti este optimizat pentru utilizare în design web. Descărcarea disponibilă în următoarele formate de fișiere: OTF, TTF, WOFF, WOFF2.

## Premii
Vercetti Regular a obținut un premiu de excelență la cea de-a 13-a ediție anuală a Competiției de tipografie, organizată de revista americană Communication Arts.
De asemenea, a primit premii la DNA Paris Design Awards 2023 și Graphis Design Awards 2024. În plus, site-ul Awwwards a plasat Vercetti Regular în lista celor mai bune 100 de fonturi gratuite din 2022.